# 12e étape du Tour d'Espagne 2017
La 12e étape du Tour d'Espagne 2017 se déroule le jeudi 31 août 2017, entre Motril et Antequera, sur une distance de 160,1 kilomètres.

## Déroulement de la course
Une échappée se forme après 45 kilomètres de course, comprenant quatorze coureurs : David Arroyo (Caja Rural-Seguros RGA), Brendan Canty (Cannondale-Drapac), Stef Clement (LottoNL-Jumbo), Julien Duval (AG2R La Mondiale), Omar Fraile (Dimension Data),  Peter Koning (Aqua Blue Sport), Tomasz Marczynski (Lotto-Soudal), Michael Morkov (Katusha-Alpecin), Anthony Perez (Cofidis), Jan Polanc (UAE Team Emirates), Paweł Poljański, José Joaquin Rojas (Movistar), Andreas Schillinger (Bora-Hansgrohe) et Edward Theuns (Trek-Segafredo).
À 21 km de l'arrivée, dans l'ascension du Puerto del Torcal, Tomasz Marczynski part seul, après avoir répondu aux attaques de Brendan Canty et Omar Fraile. Il creuse rapidement une avance de 45 secondes sur ses compagnons d'échappée. Il arrive à Antequera avec 52 secondes d'avance, remportant ainsi un deuxième succès sur cette Vuelta. Derrière lui, Fraile devance Rojas, Poljanski et Clement au sprint
Derrière les échappés, l'équipe Sky imprime un tempo modéré sur le peloton, qui prend un retard de huit minutes. La première difficulté du jour, le Puerto del León, est franchie sans escarmouche. La course s'anime dans le Puerto del Torcal. Alberto Contador attaque, accompagné par Nicolas Roche qui lâche rapidement prise. Il prend une demi-minute d'avance et reçoit ensuite l'aide de son équipier Edward Theuns, qui s'est laissé décrocher du groupe de tête. Derrière lui, le groupe de favoris, réduit, est toujours mené par l'équipe Sky. Celle-ci ne compte cependant plus qui Wout Poels et Mikel Nieve pour accompagner Chris Froome. Ce dernier est victime de deux chutes dans la descente. Il passe la ligne d'arrivée avec dix secondes d'avance sur un groupe d'adversaires, et 32 secondes de retard sur Contador.
Christopher Froome garde le maillot rouge. Son avance sur Vincenzo Nibali au classement général n'est plus que de 59 secondes,.

## Résultats

### Classement de l'étape
| \| Classement de l'étape \| Classement de l'étape \| Classement de l'étape \| Classement de l'étape \| Classement de l'étape \| \| Coureur \| Coureur \| Pays \| Équipe \| Temps \| \| --------------------- \| --------------------- \| --------------------- \| -------------------------- \| --------------------- \| \| 1er \| Tomasz Marczyński \| Pologne \| Lotto-Soudal \| 3 h 56 min 45 s \| \| 2e \| Omar Fraile \| Espagne \| Dimension Data \| + 52 s \| \| 3e \| José Joaquín Rojas \| Espagne \| Movistar Team \| + 52 s \| \| 4e \| Paweł Poljański \| Pologne \| Bora-Hansgrohe \| + 52 s \| \| 5e \| Stef Clement \| Pays-Bas \| LottoNL-Jumbo \| + 52 s \| \| 6e \| Brendan Canty \| Australie \| Cannondale-Drapac \| + 1 min 42 s \| \| 7e \| Anthony Perez \| France \| Cofidis, Solutions Crédits \| + 2 min 50 s \| \| 8e \| Jan Polanc \| Slovénie \| UAE Team Emirates \| + 2 min 50 s \| \| 9e \| Andreas Schillinger \| Allemagne \| Bora-Hansgrohe \| + 2 min 50 s \| \| 10e \| David Arroyo \| Espagne \| Caja Rural-Seguros RGA \| + 3 min 00 s \| |                     |           |                            |                 |
| |                     |           |                            |                 |
| Source : ProCyclingStats |                     |           |                            |                 |
| Classement de l'étape |                     |           |                            |                 |
| Coureur | Coureur             | Pays      | Équipe                     | Temps           |
| 1er | Tomasz Marczyński   | Pologne   | Lotto-Soudal               | 3 h 56 min 45 s |
| 2e | Omar Fraile         | Espagne   | Dimension Data             | + 52 s          |
| 3e | José Joaquín Rojas  | Espagne   | Movistar Team              | + 52 s          |
| 4e | Paweł Poljański     | Pologne   | Bora-Hansgrohe             | + 52 s          |
| 5e | Stef Clement        | Pays-Bas  | LottoNL-Jumbo              | + 52 s          |
| 6e | Brendan Canty       | Australie | Cannondale-Drapac          | + 1 min 42 s    |
| 7e | Anthony Perez       | France    | Cofidis, Solutions Crédits | + 2 min 50 s    |
| 8e | Jan Polanc          | Slovénie  | UAE Team Emirates          | + 2 min 50 s    |
| 9e | Andreas Schillinger | Allemagne | Bora-Hansgrohe             | + 2 min 50 s    |
| 10e | David Arroyo        | Espagne   | Caja Rural-Seguros RGA     | + 3 min 00 s    |

### Points attribués
| Sprint intermédiaire - Villanueva de la Concepción. A-7075 (km 137) | Sprint intermédiaire - Villanueva de la Concepción. A-7075 (km 137) | Sprint intermédiaire - Villanueva de la Concepción. A-7075 (km 137) | Sprint intermédiaire - Villanueva de la Concepción. A-7075 (km 137) | Sprint intermédiaire - Villanueva de la Concepción. A-7075 (km 137) |
| ------------------------------------------------------------------- | ------------------------------------------------------------------- | ------------------------------------------------------------------- | ------------------------------------------------------------------- | ------------------------------------------------------------------- |
|                                                                     | Coureur                                                             | Pays                                                                | Équipe                                                              | Point(s)                                                            |
| 1er                                                                 | Omar Fraile                                                         | Espagne                                                             | Dimension Data                                                      | 4                                                                   |
| 2e                                                                  | Tomasz Marczyński                                                   | Pologne                                                             | Lotto-Soudal                                                        | 2                                                                   |
| 3e                                                                  | Brendan Canty                                                       | Australie                                                           | Cannondale-Drapac                                                   | 1                                                                   |
| modifier                                                            |                                                                     |                                                                     |                                                                     |                                                                     |

| Arrivée d'étape - Antequera (km 160,1) | Arrivée d'étape - Antequera (km 160,1) | Arrivée d'étape - Antequera (km 160,1) | Arrivée d'étape - Antequera (km 160,1) | Arrivée d'étape - Antequera (km 160,1) |
| -------------------------------------- | -------------------------------------- | -------------------------------------- | -------------------------------------- | -------------------------------------- |
|                                        | Coureur                                | Pays                                   | Équipe                                 | Point(s)                               |
| 1er                                    | Tomasz Marczyński                      | Pologne                                | Lotto-Soudal                           | 25                                     |
| 2e                                     | Omar Fraile                            | Espagne                                | Dimension Data                         | 20                                     |
| 3e                                     | José Joaquín Rojas                     | Espagne                                | Movistar                               | 16                                     |
| 4e                                     | Paweł Poljański                        | Pologne                                | Bora-Hansgrohe                         | 14                                     |
| 5e                                     | Stef Clement                           | Pays-Bas                               | Lotto NL-Jumbo                         | 12                                     |
| 6e                                     | Brendan Canty                          | Australie                              | Cannondale-Drapac                      | 10                                     |
| 7e                                     | Anthony Perez                          | France                                 | Cofidis                                | 9                                      |
| 8e                                     | Jan Polanc                             | Slovénie                               | UAE Emirates                           | 8                                      |
| 9e                                     | Andreas Schillinger                    | Allemagne                              | Bora-Hansgrohe                         | 7                                      |
| 10e                                    | David Arroyo                           | Espagne                                | Caja Rural-Seguros RGA                 | 6                                      |
| 11e                                    | Peter Koning                           | Pays-Bas                               | Aqua Blue Sport                        | 5                                      |
| 12e                                    | Julien Duval                           | France                                 | AG2R La Mondiale                       | 4                                      |
| 13e                                    | Alberto Contador                       | Espagne                                | Trek-Segafredo                         | 3                                      |
| 14e                                    | Steven Kruijswijk                      | Pays-Bas                               | Lotto NL-Jumbo                         | 2                                      |
| 15e                                    | Miguel Ángel López                     | Colombie                               | Astana                                 | 1                                      |
| modifier                               |                                        |                                        |                                        |                                        |

|   | Coureur           | Pays      | Équipe            | Secondes |
| - | ----------------- | --------- | ----------------- | -------- |
| 1 | Omar Fraile       | Espagne   | Dimension Data    | 3 s      |
| 2 | Tomasz Marczyński | Pologne   | Lotto-Soudal      | 2 s      |
| 3 | Brendan Canty     | Australie | Cannondale-Drapac | 1 s      |

|   | Coureur            | Pays    | Équipe         | Secondes |
| - | ------------------ | ------- | -------------- | -------- |
| 1 | Tomasz Marczyński  | Pologne | Lotto-Soudal   | 10 s     |
| 2 | Omar Fraile        | Espagne | Dimension Data | 6 s      |
| 3 | José Joaquín Rojas | Espagne | Movistar       | 4 s      |

### Cols et côtes
| Puerto del León (km 101,4) 1re catégorie (17,4 km à 4,9%) | Puerto del León (km 101,4) 1re catégorie (17,4 km à 4,9%) | Puerto del León (km 101,4) 1re catégorie (17,4 km à 4,9%) | Puerto del León (km 101,4) 1re catégorie (17,4 km à 4,9%) | Puerto del León (km 101,4) 1re catégorie (17,4 km à 4,9%) |
| --------------------------------------------------------- | --------------------------------------------------------- | --------------------------------------------------------- | --------------------------------------------------------- | --------------------------------------------------------- |
|                                                           | Coureur                                                   | Pays                                                      | Équipe                                                    | Point(s)                                                  |
| 1er                                                       | José Joaquín Rojas                                        | Espagne                                                   | Movistar                                                  | 10                                                        |
| 2e                                                        | Brendan Canty                                             | Australie                                                 | Cannondale-Drapac                                         | 6                                                         |
| 3e                                                        | Jan Polanc                                                | Slovénie                                                  | UAE Emirates                                              | 4                                                         |
| 4e                                                        | Tomasz Marczyński                                         | Pologne                                                   | Lotto-Soudal                                              | 2                                                         |
| 5e                                                        | Omar Fraile                                               | Espagne                                                   | Dimension Data                                            | 1                                                         |
| modifier                                                  |                                                           |                                                           |                                                           |                                                           |

| Puerto del Torcal (km 142,6) 2e catégorie (7,6 km à 7%) | Puerto del Torcal (km 142,6) 2e catégorie (7,6 km à 7%) | Puerto del Torcal (km 142,6) 2e catégorie (7,6 km à 7%) | Puerto del Torcal (km 142,6) 2e catégorie (7,6 km à 7%) | Puerto del Torcal (km 142,6) 2e catégorie (7,6 km à 7%) |
| ------------------------------------------------------- | ------------------------------------------------------- | ------------------------------------------------------- | ------------------------------------------------------- | ------------------------------------------------------- |
|                                                         | Coureur                                                 | Pays                                                    | Équipe                                                  | Point(s)                                                |
| 1er                                                     | Tomasz Marczyński                                       | Pologne                                                 | Lotto-Soudal                                            | 5                                                       |
| 2e                                                      | José Joaquín Rojas                                      | Espagne                                                 | Movistar                                                | 3                                                       |
| 3e                                                      | Paweł Poljański                                         | Pologne                                                 | Bora-Hansgrohe                                          | 1                                                       |
| modifier                                                |                                                         |                                                         |                                                         |                                                         |

## Classements à l'issue de l'étape

### Classement général
| \| Classement général \| Classement général \| Classement général \| Classement général \| Classement général \| \| Coureur \| Coureur \| Pays \| Équipe \| Temps \| \| ------------------ \| ------------------ \| ------------------ \| ------------------ \| ------------------ \| \| 1er \| Christopher Froome \| Royaume-Uni \| Team Sky \| 49 h 22 min 53 s \| \| 2e \| Vincenzo Nibali \| Italie \| Bahrain-Merida \| + 59 s \| \| 3e \| Esteban Chaves \| Colombie \| Orica-Scott \| + 2 min 13 s \| \| 4e \| David de la Cruz \| Espagne \| Quick-Step Floors \| + 2 min 16 s \| \| 5e \| Wilco Kelderman \| Pays-Bas \| Team Sunweb \| + 2 min 17 s \| \| 6e \| Ilnur Zakarin \| Russie \| Katusha-Alpecin \| + 2 min 18 s \| \| 7e \| Fabio Aru \| Italie \| Astana \| + 2 min 37 s \| \| 8e \| Michael Woods \| Canada \| Cannondale-Drapac \| + 2 min 41 s \| \| 9e \| Alberto Contador \| Espagne \| Trek-Segafredo \| + 3 min 13 s \| \| 10e \| Miguel Ángel López \| Colombie \| Astana \| + 3 min 51 s \| |                    |             |                   |                  |
| |                    |             |                   |                  |
| Source : ProCyclingStats |                    |             |                   |                  |
| Classement général |                    |             |                   |                  |
| Coureur | Coureur            | Pays        | Équipe            | Temps            |
| 1er | Christopher Froome | Royaume-Uni | Team Sky          | 49 h 22 min 53 s |
| 2e | Vincenzo Nibali    | Italie      | Bahrain-Merida    | + 59 s           |
| 3e | Esteban Chaves     | Colombie    | Orica-Scott       | + 2 min 13 s     |
| 4e | David de la Cruz   | Espagne     | Quick-Step Floors | + 2 min 16 s     |
| 5e | Wilco Kelderman    | Pays-Bas    | Team Sunweb       | + 2 min 17 s     |
| 6e | Ilnur Zakarin      | Russie      | Katusha-Alpecin   | + 2 min 18 s     |
| 7e | Fabio Aru          | Italie      | Astana            | + 2 min 37 s     |
| 8e | Michael Woods      | Canada      | Cannondale-Drapac | + 2 min 41 s     |
| 9e | Alberto Contador   | Espagne     | Trek-Segafredo    | + 3 min 13 s     |
| 10e | Miguel Ángel López | Colombie    | Astana            | + 3 min 51 s     |

### Classement par points
| Classement par points | Classement par points | Classement par points | Classement par points | Classement par points |
| Coureur               | Coureur               | Pays                  | Équipe                | Points                |
| --------------------- | --------------------- | --------------------- | --------------------- | --------------------- |
| 1er                   | Matteo Trentin        | Italie                | Quick-Step Floors     | 78 pts                |
| 2e                    | Christopher Froome    | Royaume-Uni           | Team Sky              | 75 pts                |
| 3e                    | Paweł Poljański       | Pologne               | Bora-Hansgrohe        | 58 pts                |
| 4e                    | José Joaquín Rojas    | Espagne               | Movistar Team         | 57 pts                |
| 5e                    | Tomasz Marczyński     | Pologne               | Lotto-Soudal          | 54 pts                |
| 6e                    | Vincenzo Nibali       | Italie                | Bahrain-Merida        | 53 pts                |
| 7e                    | Matej Mohorič         | Slovénie              | UAE Team Emirates     | 47 pts                |
| 8e                    | Jan Polanc            | Slovénie              | UAE Team Emirates     | 40 pts                |
| 9e                    | Esteban Chaves        | Colombie              | Orica-Scott           | 38 pts                |
| 10e                   | David de la Cruz      | Espagne               | Quick-Step Floors     | 35 pts                |

### Classement du meilleur grimpeur
| Classement du meilleur grimpeur | Classement du meilleur grimpeur | Classement du meilleur grimpeur | Classement du meilleur grimpeur | Classement du meilleur grimpeur |
| ------------------------------- | ------------------------------- | ------------------------------- | ------------------------------- | ------------------------------- |
|                                 | Coureur                         | Pays                            | Équipe                          | Point(s)                        |
| 1er                             | Davide Villella                 | Italie                          | Cannondale-Drapac               | 38 points                       |
| 2e                              | José Joaquín Rojas              | Espagne                         | Movistar                        | 27 pts                          |
| 3e                              | Christopher Froome              | Royaume-Uni                     | Sky                             | 21 pts                          |
| 4e                              | Darwin Atapuma                  | Colombie                        | UAE Emirates                    | 18 pts                          |
| 5e                              | Thomas De Gendt                 | Belgique                        | Lotto-Soudal                    | 17 pts                          |
| 6e                              | Romain Bardet                   | France                          | AG2R La Mondiale                | 12 pts                          |
| 7e                              | Tomasz Marczyński               | Pologne                         | Lotto-Soudal                    | 12 pts                          |
| 8e                              | Alexandre Geniez                | France                          | AG2R La Mondiale                | 11 pts                          |
| 9e                              | Lluís Mas                       | Espagne                         | Caja Rural-Seguros RGA          | 11 pts                          |
| 10e                             | Miguel Ángel López              | Colombie                        | Astana                          | 10 pts                          |
| modifier                        |                                 |                                 |                                 |                                 |

### Classement du combiné
| Classement du combiné | Classement du combiné | Classement du combiné | Classement du combiné | Classement du combiné |
| --------------------- | --------------------- | --------------------- | --------------------- | --------------------- |
|                       | Coureur               | Pays                  | Équipe                | Point(s)              |
| 1er                   | Christopher Froome    | Royaume-Uni           | Sky                   | 6 points              |
| 2e                    | Esteban Chaves        | Colombie              | Orica-Scott           | 24 pts                |
| 3e                    | José Joaquín Rojas    | Espagne               | Movistar              | 27 pts                |
| 4e                    | Vincenzo Nibali       | Italie                | Bahrain-Merida        | 31 pts                |
| 5e                    | Miguel Ángel López    | Colombie              | Astana                | 33 pts                |
| 6e                    | Wilco Kelderman       | Pays-Bas              | Sunweb                | 44 pts                |
| 7e                    | Jan Polanc            | Slovénie              | UAE Emirates          | 48 pts                |
| 8e                    | Michael Woods         | Canada                | Cannondale-Drapac     | 49 pts                |
| 9e                    | Romain Bardet         | France                | AG2R La Mondiale      | 50 pts                |
| 10e                   | Tomasz Marczyński     | Pologne               | Lotto-Soudal          | 59 pts                |
| modifier              |                       |                       |                       |                       |

### Classement par équipes
| Classement par équipes | Classement par équipes | Classement par équipes | Classement par équipes |
| Équipe                 | Équipe                 | Pays                   | Temps                  |
| ---------------------- | ---------------------- | ---------------------- | ---------------------- |
| 1re                    | Movistar Team          | Espagne                | 147 h 36 min 48 s      |
| 2e                     | Astana                 | Kazakhstan             | + 2 min 49 s           |
| 3e                     | Sky                    | Royaume-Uni            | + 9 min 40 s           |
| 4e                     | UAE Team Emirates      | Émirats arabes unis    | + 16 min 52 s          |
| 5e                     | Orica-Scott            | Australie              | + 36 min 19 s          |
| 6e                     | Caja Rural-Seguros RGA | Espagne                | + 40 min 46 s          |
| 7e                     | Team Sunweb            | Allemagne              | + 54 min 04 s          |
| 8e                     | Lotto NL-Jumbo         | Pays-Bas               | + 57 min 48 s          |
| 9e                     | Bahrain-Merida         | Bahreïn                | + 58 min 23 s          |
| 10e                    | BMC Racing Team        | États-Unis             | + 1 h 03 min 28 s      |

## Abandons
- 51 -  Jorge Arcas (Movistar) : abandon
- 66 -  Lennard Hofstede (Sunweb) : abandon
- 112 -  George Bennett (Lotto NL-Jumbo) : non-partant
- 179 -  Serge Pauwels (Dimension Data) : non-partant